# ユダ王国

ユダ王国
מַלְכוּת יְהוּדָה

紀元前830年代のユダ王国（黄色）

ユダ王国（ユダおうこく、ヘブライ語：מַלְכוּת יְהוּדָה）は、紀元前10世紀から紀元前6世紀にかけて古代イスラエルに存在した王国。もともとあった統一イスラエル王国が北（イスラエル王国）と南に分裂して出来たもの。族長ヤコブの子であったユダの名前に由来している。しばしば分裂した北王国と対比して南王国と呼ばれることもある。首都はエルサレムであった。

## 概要
サウルの後を継いだダビデ王によって統一された統一イスラエル王国は、ソロモン王の死後、紀元前930年頃に分裂した。南のユダ王国はユダ族とベニヤミン族から構成されており、北のイスラエル王国はそれ以外の十支族からなっていた。もともとダビデの一族の支配から北のイスラエル王国が独立した形となったため、当初ユダ王国では北イスラエル王国を再び制圧して全土を統一しようという意気込みが強かった。
そのため、分裂後の60年間は南北王国の間でたびたび戦いが繰り返された。その後は和解した両国の関係が安定し、ダマスカスなどの共通の敵に対して共同戦線を張ることが多かった。紀元前8世紀の中ごろには両国とも力が充実し、ソロモンの最盛期にも匹敵するほどの国土を獲得した。
しかし、アッシリア帝国が勃興すると紀元前722年に北のイスラエル王国はシャルマネセル5世に占領され滅ぼされた。その後ユダ王国はアッシリアの属国と化しその形で存続していたが、紀元前609年にメギドの戦いの敗北によってエジプトの支配下に入った。紀元前605年にカルケミシュの戦いでエジプト第26王朝のネコ2世が新バビロニアのネブカドネザル2世に敗れた後、紀元前597年にそのネブカドネザル2世の前にユダ王国も屈した（en:Siege of Jerusalem (597 BC)）。その後しばらくは独立国としての存在が許されていたが、最終的にはエジプトと結んでバビロニアと対抗しようという企てが露見したため（en:Siege of Jerusalem (587 BC)）、紀元前586年にエルサレム全体とエルサレム神殿が破壊され、支配者や貴族たちは首都バビロニアへ連行されることになった。これをバビロン捕囚という。

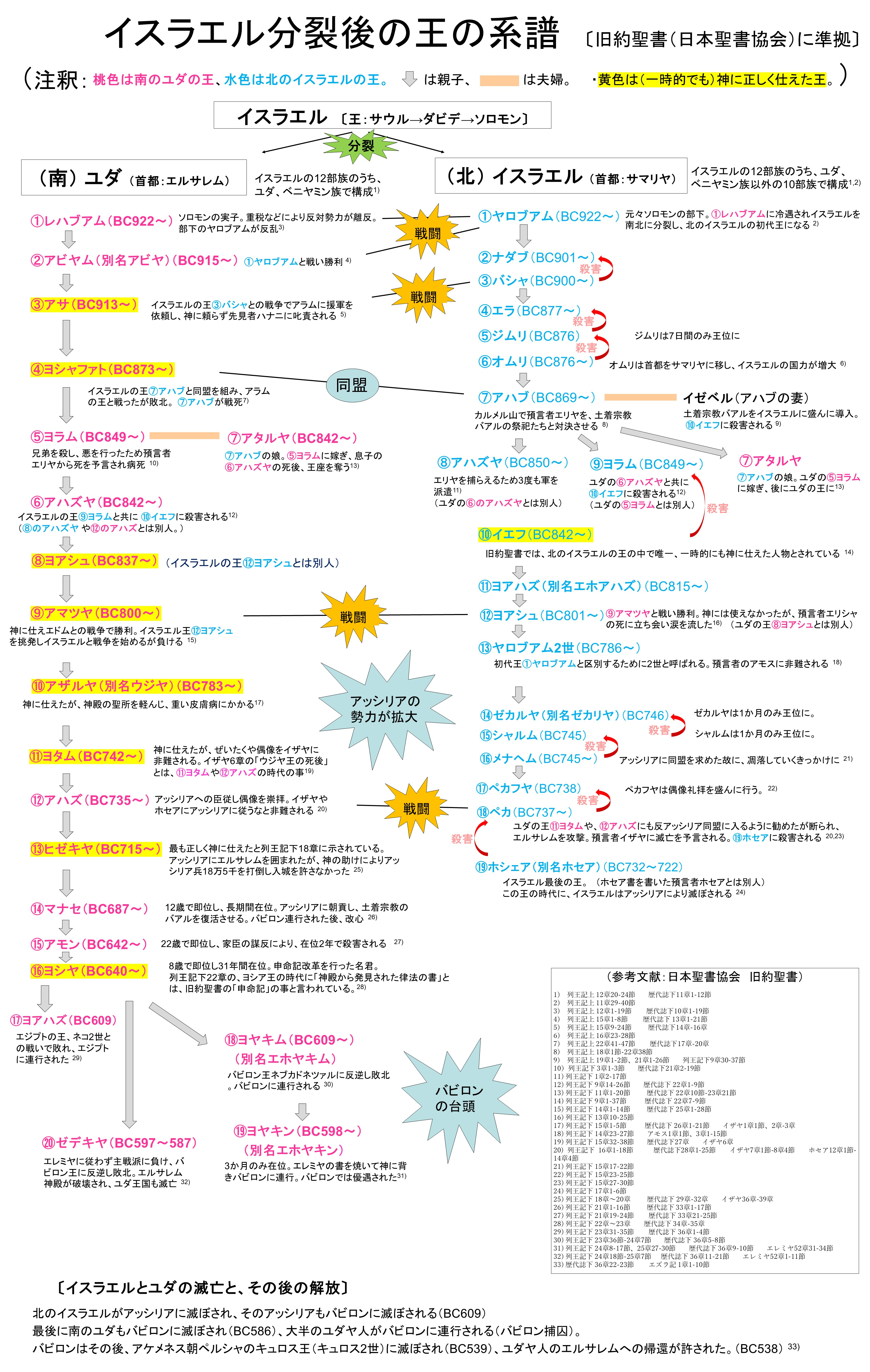
ソロモン王の死後、イスラエル分裂後の王の系譜と業績

## 歴代統治者一覧

紀元前830年代の南レバント
ユダ王国
イスラエル王国
ペリシテ都市州
フェニキア州
アモンの王国
エドムの王国
アラム･ダマスカスの王国
アラム族
アラブ族
ナブアツ族
アッシリア帝国
モアブの王国

在位には諸説あるが、ここでは最も広く受け入れられているウィリアム・オルブライトの説による。年号はすべて紀元前である。
- 922年 - 915年　レハブアム
- 915年 - 913年　アビヤム
- 913年 - 873年　アサ
- 873年 - 849年　ヨシャファト
- 849年 - 842年　ヨラム　暗殺される。
- 842年　　　　　アハズヤ　北イスラエル王国のイエフによって殺害される。
- 842年 - 837年　アタルヤ　先王アハズヤの母、唯一の女王。ヨアシュを擁立した大祭司ヨヤドに暗殺される。
- 837年 - 800年　ヨアシュ　配下に暗殺される。
- 800年 - 783年　アマツヤ　暗殺される。
- 783年 - 742年　ウジヤ
- 742年 - 735年　ヨタム
- 735年 - 715年　アハズ　アッシリア王ティグラト・ピレセル3世に臣従。
- 715年 - 687年　ヒゼキヤ　このころアッシリア王センナケリブ活躍。
- 687年 - 642年　マナセ
- 642年 - 640年　アモン　地の民に暗殺される。
- 640年 - 609年　ヨシヤ　申命記改革行われる。エジプト王ネコ2世とのメギドの戦いで戦死。
- 609年　　　　　ヨアハズ（エホアハズ）
- 609年 - 598年　エホヤキム　カルケミシュの戦い起こる。
- 598年　　　　　エホヤキン　次王ゼデキヤと共にバビロニアへ連行され、37年間にわたって拘禁される。その後開放。
- 597年 - 587年　ゼデキヤ　目を刳り出されてバビロニアへ連行された。

## ユダ王国滅亡後のイスラエルの歴史
ユダ王国が滅ぶと、わずかな例外的時期を除いて20世紀に至るまでユダヤ民族が独立国を持つことはなかった。以下に歴代の統治者を示す。
- 紀元前587年 - 539年　新バビロニア王国
- 紀元前539年 - 332年　アケメネス朝ペルシア帝国
- 紀元前332年 - 305年　プトレマイオス朝エジプト
- 紀元前305年 - 141年　セレウコス朝シリア
- 紀元前141年 - 63年　ハスモン朝　ユダヤ人国家。
- 紀元前63年 - 37年　共和政ローマ元老院属州
- 紀元前37年 - 紀元44年　ヘロデ家
- 44年　ユダヤ属州（ローマ帝国皇帝属州）
- 44年 - 93年　ヘロデ家
- 44年 - 395年　ローマ帝国皇帝属州
- 395年 - 634年　東ローマ帝国
- 634年 - 1516年　カリフ諸王朝　途中に十字軍国家の時代を含む。
- 1516年 - 1917年　オスマン帝国
- 1918年 - 1948年　イギリスによる国際連盟の委任統治
- 1948年 - 　　　　イスラエル国（メディナット・イスラエル）成立　共和政国家の樹立、現代に至る。